# ケーン・トンプソン
ケーン・トンプソン（Kane Thompson、1982年1月9日 - ）は、サモアのラグビーユニオン指導者。

## プロフィール
- ニュージーランド・ウェリントン出身[1]。
- 現役時代のポジションはロック(LO)、ナンバーエイト(No.8)。
- 身長 192cm、体重 111kg
- U21ニュージーランド代表に選ばれたことがある。
- サモア代表通算キャップ数は37でラグビーワールドカップ2007・ラグビーワールドカップ2011・ラグビーワールドカップ2015のサモア代表に選ばれた[2]。

## 略歴
ウェリントン、サウスランド、ハイランダーズ、USダクス、サウスランド、ホークスベイ、チーフスを経て、2012年、キヤノンイーグルス(現・キヤノンイーグルス)に加入。同年9月1日に行われたジャパンラグビートップリーグ第1節のNTTドコモレッドハリケーンズ戦に先発出場で日本での公式戦初出場を果たす。
2013年、キヤノンイーグルス退団後、チーフス、ニューカッスル・ファルコンズ、マナワツ、タラナキを経て、2018年、ニューオーリンズ・ゴールドに加入。
2021年、現役引退。同年、ニューオーリンズ・ゴールドのヘッドコーチに就任。